# 姜陽模
姜陽模（강양모，1944年9月1日—），北韓政治家，任職南浦特別市黨委責任書記及最高人民會議代議員。

## 生平
姜陽模出生於咸鏡南道。1999年，他獲委任為慈江道長江郡軍方黨委責任書記。10年後，被提拔為南浦特別市的黨委責任書記。翌年，成為朝鮮勞動黨中央委員會的委員。2011年12月，金正日離世，姜陽模被承任人金正恩列為治喪委員會的成員。2014年3月，他在最高人民會議選舉當選為代議員。

## 資料來源
1. 1 2 3  .   [2014-03-25]. （原始内容存档于2016-03-05）.